# عزيز سامي
عزيز سامي أبو صميم (1895 - 19 يوليو 1984) كاتب ومترجم عراقي. من أهل كركوك. انتقل إلى إسطنبول لاستكمال دراسته ودرّس في مدارس تركيا والعراق. شغل في عدة وظائف حكومية في وزارتان المالية والمعارف. وبعد ثورة تموز 1958 انتقل إلى معهد الفنون الجميلة عميداً فيها. له مؤلفات في الجغرافيا العامة وترجمات عديدة من التركية إلى العربية ويعد من رواد الترجمة علمية في العراق القرن العشرين ومن أعلام تركمان بها. توفي في بغداد ودفن فيها. 

## سيرته
ولد عزيز سامي أبي صميم في كركوك سنة 1895 م / 1313 هـ لأسرة عربية النجار. انتقل إلى اسطنبول ودرس في دار المعلمين وكان مديرها ساطع الحصري وعمل مدرساً في المدارس التركية.

عاد إلى العراق فانتمی إلى سلك التدرس في أيلول 1926. ثم انتقل إلى وزارة المالية سنة 1933 فكان مفتشًا ماليًا (آب 1933) فمميزاً لشعبة الخدمة والملاك والعقود. وأعيد إلى وزارة المعارف فعيّن مديراً لمعارف منطقة كركوك في تشرين الأول 1937. وبعده نقل إلى الموصل. وعاد مديراً للخدمة والملاك بوزارة المالية في حزيران 1940.

اعتزل الخدمة بعد ذلك ثم أعيد بعد ثورة تموز 1958 عميداً لمعهد الفنون الجميلة.

توفي عزيز سامي في بغداد في 19 تموز 1984 / 20 شوّال 1404. 

## مؤلفاته
- جغرافية العراق الحديثة: 1929.
- ملهمات: بالتركية، 19365.
- دنيا الباسفيك
- عروس الخليج: الكويت: 1951.

ونقل عن التركية إلى العربية كتباً منها:
- رحلة إلى القمر والأصل من تأليف جول فيرن بالفرنسية، 1929.
- تضحية معلم، من تأليف غريغوري بتروف، 1934.
- في بلاد الزنبقة البيضا، من غريغوري بتروف بتروف، 1936.
- حرية الوجدان، من تأليف ليون ماريلي، 1955.
- المجنونة، لغريغوري بتروف، 1955.
- الخطاط البغدادي علي بن هلال المشهور بابن البواب، من تأليف سهيل أنور، 1958.
- التاجو الأخيرة، لوفاء قراطاي، 1967.[1]